# Carleton Hunt
Carleton Hunt, född 1 januari 1836 i New Orleans i Louisiana, död 14 augusti 1921 i New Orleans i Louisiana, var en amerikansk politiker (demokrat). Han var ledamot av USA:s representanthus 1883–1885.
Hunt efterträdde 1883 Randall L. Gibson som kongressledamot och efterträddes 1885 av Louis St. Martin.